# Episodi di Déjà vu (seconda stagione)
La seconda stagione della serie televisiva Déjà vu è stata trasmessa in Francia sul canale France 2 tra il 2008 e il 2009 
Questa stagione è stata divisa, sia in Francia che in Italia, in due blocchi da 13 episodi ciascuno: il primo blocco, che termina con l'episodio "Il terremoto", è l'ultimo in cui sono presenti i vecchi personaggi, mentre il secondo, che inizia con l'episodio "Il rapimento", ha una nuova sigla e nuovi personaggi, ed è ambientato a Singapore.

In Italia i primi 13 episodi sono stati trasmessi tutti i giorni feriali dal 2 settembre 2010  al 10 settembre 2010 su Italia 1.

La serie è andata in onda interamente e dall'inizio dal 4 novembre 2010 su Mya di Mediaset Premium, dal lunedì al venerdì, alle ore 15:30 circa, con due episodi quotidiani.

I 13 episodi appartenenti al secondo blocco rimasto inedito in chiaro, sono andati in onda dal 24 febbraio 2012 al 5 marzo 2012 su La5, che ha riproposto interamente la serie dal 30 gennaio 2012.
| nº | Titolo originale | Titolo italiano                 | Prima TV Francia | Prima TV Italia   |
| -- | ---------------- | ------------------------------- | ---------------- | ----------------- |
| 1  | Souvenir         | Ricordi                         | 27 ottobre 2008  | 2 settembre 2010  |
| 2  | Pouvoir          | Inevitabile addio               | -                | 2 settembre 2010  |
| 3  | Déménagement     | Vado a vivere da solo!          | -                | 3 settembre 2010  |
| 4  | Inconnu          | Snowboard e valanghe!           | -                | 3 settembre 2010  |
| 5  | Kayak            | Escursione in canoa             | -                | 6 settembre 2010  |
| 6  | Surprise         | Tom, piccola peste!             | -                | 6 settembre 2010  |
| 7  | Championne       | Campionessa                     | -                | 7 settembre 2010  |
| 8  | Au secours       | Festa... in famiglia            | -                | 7 settembre 2010  |
| 9  | Coup de foudre   | Coup de foudre                  | -                | 8 settembre 2010  |
| 10 | Largué           | Rivincita                       | -                | 8 settembre 2010  |
| 11 | Horreur          | La colonia insanguinata         | -                | 9 settembre 2010  |
| 12 | Fugue            | La fuga                         | -                | 9 settembre 2010  |
| 13 | Décision         | Il terremoto                    | 19 dicembre 2008 | 10 settembre 2010 |
| 14 | Enlèvement       | Il rapimento                    | 3 dicembre 2009  | 12 novembre 2010  |
| 15 | Trahison         | Il tradimento                   | -                | 15 novembre 2010  |
| 16 | Test             | Una prova difficile             | -                | 15 novembre 2010  |
| 17 | Opération        | L'operazione                    | -                | 16 novembre 2010  |
| 18 | Survie           | Sopravvivenza                   | -                | 16 novembre 2010  |
| 19 | Déclaration      | Dichiarazione d'amore           | -                | 17 novembre 2010  |
| 20 | Cauchemar        | Partenze                        | -                | 17 novembre 2010  |
| 21 | Double           | Lo stesso potere                | -                | 18 novembre 2010  |
| 22 | Origine          | Sorelle                         | -                | 18 novembre 2010  |
| 23 | Election         | Miss Paradise                   | -                | 19 novembre 2010  |
| 24 | Remariage        | Il matrimonio di papà           | -                | 19 novembre 2010  |
| 25 | Surface          | Una gita in barca               | -                | 22 novembre 2010  |
| 26 | Tempête          | La ragazza più felice del mondo | -                | 22 novembre 2010  |